# Rio Clarence

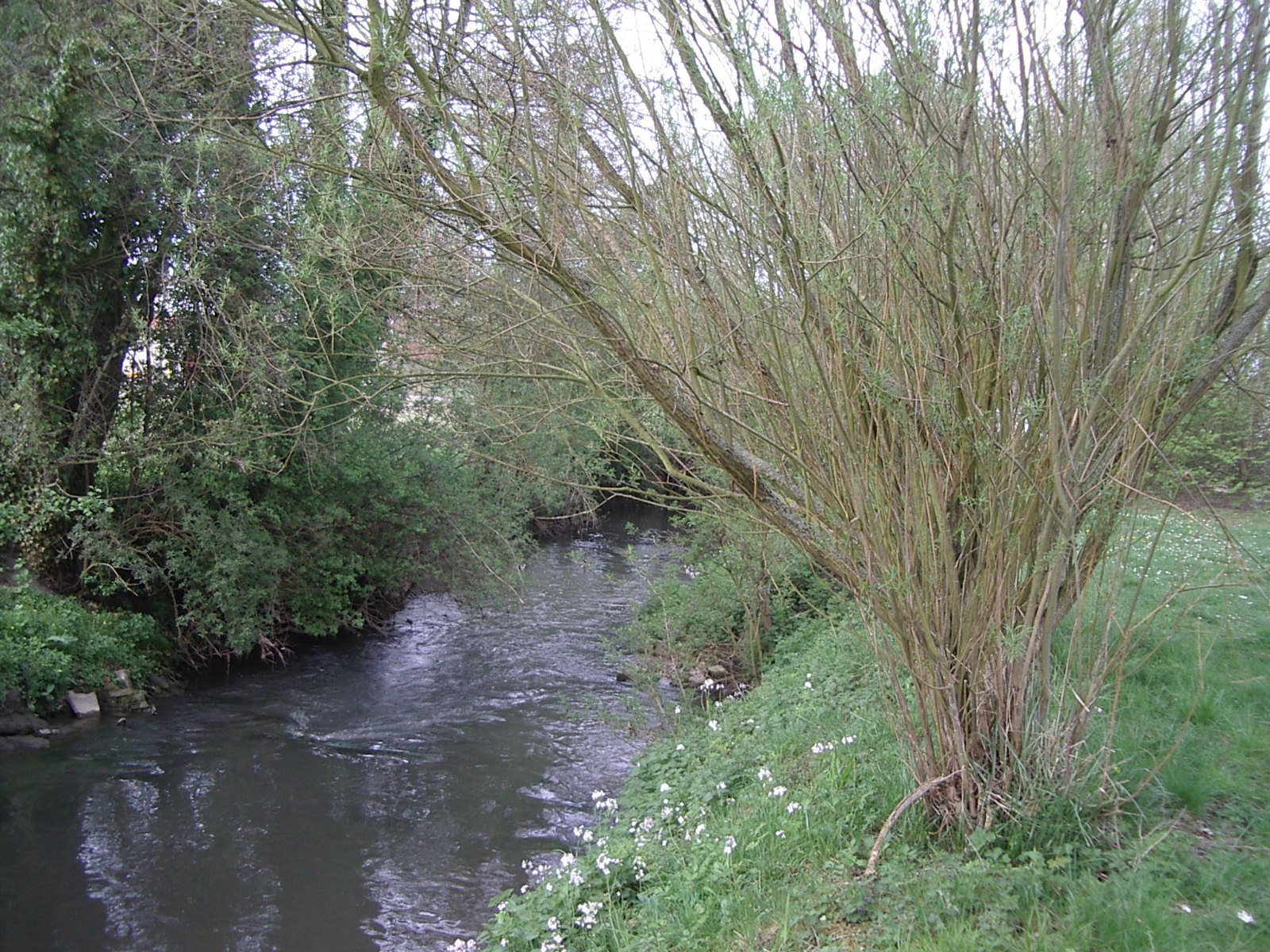

Clarence ou, na sua forma portuguesa, Clarença é um rio no norte da França cujo curso atravessa 32 quilômetros no departamento de Pas-de-Calais.
Sua fonte está localizada perto da cidade de Sains-lès-Pernes. Ela flui através das comunas de Sachin, Pernes, Calonne-Ricouart, Calonne-sur-la-Lys, Gonnehem e, finalmente, encontra o Lys perto de Merville.
Tem dois afluentes, o Nave e o Grand Nocq.